# Коміс
Коміс (рум. Comis) — адміністративна посада у румунських середньовічних князівствах (Волощина та Молдавія).
Відповідно до «Опису Молдови» Димитрія Кантемира, comisul cel mare («великий коміс»), мав «під своїм наглядом усі князівські стайні, упряж коней, своїх слуг, підкови та поводи». Він входив до числа бояр дивану першого розряду, збирав з кожного водяного млина кожні три роки податок на власну користь. Кантемир також писав про comisul al doilea («другий коміс») — заступника великого коміса, який мав серед своїх обов'язків нагляд за князівськими конюшнями та власним конем господаря, коли він хотів покататися верхи. Comisul al treilea («третій коміс») мав такі ж повноваження, як і другий.
У латиномовних офіційних актах щодо титулу вживалися назви agazonum magister або supremus stabuli praefectus.